# India en los Juegos Paralímpicos de Río de Janeiro 2016
India estuvo representada en los Juegos Paralímpicos de Río de Janeiro 2016 por un total de 19 deportistas, 16 hombres y tres mujeres.

## Medallistas
El equipo paralímpico indio obtuvo las siguientes medallas:
| Nombre                | Deporte   | Evento                        |
| --------------------- | --------- | ----------------------------- |
| Oro                   |           |                               |
| Mariyappan Thangavelu | Atletismo | Salto de altura T42 masculino |
| Devendra Jhajharia    | Atletismo | Jabalina F46 masculino        |
| Plata                 |           |                               |
| Deepa Malik           | Atletismo | Peso F53 femenino             |
| Bronce                |           |                               |
| Varun Bhati           | Atletismo | Salto de altura T42 masculino |